# Joan Didion
Joan Didion (Sacramento, 5 de dezembro de 1934 – Nova Iorque, 23 de dezembro de 2021) foi uma escritora americana cujos trabalhos como jornalista, ensaísta e romancista a tornaram muito reconhecida tanto nos Estados Unidos quanto em outros países para os quais ela foi traduzida. Didion colaborou no The New York Review of Books e na revista The New Yorker. Ao lado de seu marido (já falecido), o escritor John Gregory Dunne, ela colaborou em diversos roteiros.

## Vida
Didion nasceu em Sacramento, Califórnia e se formou pela Universidade da Califórnia, em Berkeley, em 1956, como bacharel em Inglês. Grande parte dos textos da escritora ilustra o contexto de sua vida na Califórnia, especialmente durante os anos 60, e fala sobre como o mundo em que ela cresceu “começou a parecer parado”. Suas descrições de teorias conspiratórias, paranoias e sociopatias são agora consideradas parte do cânone da literatura americana.
Didion escreveu nove romances e oito livros de não-ficção. Suas coleções de ensaios, Slouching Towards Bethlehem (1968) e The White Album (1979) – que foi considerado em um suporte para explicar a Califórnia como “a capital paranoica do mundo” – tornou-a famosa por ser uma observadora da política americana que usava uma distinta técnica de reportagem unindo reflexões pessoais e análises sociais. Seu bom estilo de escrita e narrativa acabou por associar seu nome aos membros do Novo Jornalismo, como Tom Wolfe e Hunter Thompson, apesar de os laços de Diddion com este movimento nunca terem sido muito fortes.
Em 2001 a escritora publicou Political Fictions, uma coleção de ensaios publicados anteriormente na New York Review of Books. Em 2003 Didion publicou um livro de memória chamado Where I Was From, que explora os mitos californianos e a relação da autora com o lugar onde nasceu e com a sua mãe.
Seu livro mais famoso é intitulado The Year of Magical Thinking, publicado em 4 de outubro de 2005 nos Estados Unidos e, em 2006, no Brasil. O livro trata do ano seguinte ao da morte de seu marido, durante o qual sua filha, Quintana, passava por um grave estado de saúde.  Em novembro de 2005, o livro ganhou o prêmio para a categoria de não-ficção no National Book Award.
The Year of Magical Thinking já traz no subtítulo da tradução brasileira uma lição, prenúncio do que o leitor encontrará por dentro: “A vida muda rápido. A vida muda num instante. Você senta para jantar e a vida que você conhecia acaba de repente.”
Pouco tempo após a publicação desta obra, sua filha com então 39 anos também morreu, levando-a a escrever sua próxima obra: Noites Azuis. Ambos os livros estão traduzidos no Brasil.
Em 2013, a jornalista e escritora ganhou o prêmio National Medal of Arts ao lado de outros 24 escritores, acadêmicos, performers e artistas. Ao premiá-la o então presidente dos Estados Unidos, Barack Obama declarou: “Estamos celebrando essas pessoas não só pelo seu talento, mas por criarem algo realmente novo, como Joan Didion, que com razão ganhou a distinção de uma das escritoras mais celebradas de nossa geração – estou surpreso porque ela ainda não ganhou esse prêmio”.
Em 20 de outubro de 2017 foi lançado o documentário Joan Didion: The Center Will Not Hold sobre a sua vida, o diretor foi seu sobrinho Griffin Dunne.
Didion morreu em 23 de dezembro de 2021 em Manhattan, aos 87 anos de idade, devido à doença de Parkinson.

## Obras

### Ficção
- Run River (1963)
- Play It As It Lays (1970)
- A Book of Common Prayer (1977)
- Democracy (Democracia) (1984)
- The Last Thing He Wanted (1996)

### Não-ficção
- Slouching Towards Bethlehem - (Rastejando Até Belém) (1968)
- The White Album - (O Álbum Branco) (1979)
- Salvador (1983)
- Miami (1987)
- After Henry (1992)
- Political Fictions (2001)
- Where I Was From (2003)
- The Year of Magical Thinking - (O Ano do Pensamento Mágico) (2005)
- We Tell Ourselves Stories in Order to Live: Collected Nonfiction (2006; inclui seus primeiros sete livros de não-ficção)
- Blue Nights - (Noites Azuis) (2011)
- South and West: From a Notebook - (Sul e Oeste) (2017)
- Let Me Tell You What I Mean - (Vou Te Dizer O Que Penso) (2021)

### Roteiros
- The Panic in Needle Park (Os Viciados) (1971)
- Play It as It Lays (1972)
- A Star Is Born (Nasce uma Estrela) (1976)
- True Confessions (1981)
- Up Close and Personal (Íntimo & Pessoal) (1976)

### Peças
- The Year of Magical Thinking (2007) (baseada em seu livro)